# Elizabeth Hay, duchessa di Wellington
Elizabeth Wellesley, duchessa di Wellington (nata Hay; 27 settembre 1820 – 13 agosto 1904), era una figlia dell'VIII marchese di Tweeddale. Suo marito, Lord Douro, successe al padre come duca di Wellington in 1852. Servì come Mistress of the Robes della regina Vittoria dal 1861 al 1868, e nuovamente dal 1874 al 1880.

## Biografia
Era la figlia del feldmaresciallo George Hay, VIII marchese di Tweeddale, e di sua moglie, Lady Susan Montagu.

## Matrimonio
Sposò, il 18 aprile 1839, Arthur Wellesley, II duca di Wellington, figlio del famoso Duca di Wellington. Non ebbero figli. Il matrimonio era stato organizzato dalle rispettive famiglie.
La duchessa di Wellington ricoprì la carica di Mistress of the Robes della regina Vittoria (1861-1869 e 1874-1880).

## Morte
Suo marito morì il 13 agosto 1884, e lei gli sopravvisse 20 anni, morendo a Bearhill Park, Walton-on-Thames, il 13 agosto 1904.
Nel 1892 fu membro dell'Ordine reale di Vittoria ed Alberto di 3ª classe.

## Ascendenza
|                                           |                                           |                                             | Genitori                                       |  |  | Nonni |  |  | Bisnonni    |  |  | Trisnonni       |  |
|                                           |                                           |                                             |                                                |  |  |       |  |  | 8. John Hay |  |  | 16. William Hay |  |
|                                           |                                           |                                             |                                                |  |  |       |  |  | 8. John Hay |  |  | 16. William Hay |  |
|                                           |                                           | 17. Margaret Hay                            |                                                |  |  |       |  |  | 8. John Hay |  |  |                 |  |
| 4. George Hay, VII marchese di Tweeddale  |                                           |                                             |                                                |  |  |       |  |  | 8. John Hay |  |  |                 |  |
|                                           |                                           | 9. Dorothy Hayhurst                         | 18. John Hayhurst                              |  |  |       |  |  |             |  |  |                 |  |
|                                           |                                           | 9. Dorothy Hayhurst                         | 18. John Hayhurst                              |  |  |       |  |  |             |  |  |                 |  |
|                                           |                                           | 9. Dorothy Hayhurst                         | …                                              |  |  |       |  |  |             |  |  |                 |  |
| 2. George Hay, VIII marchese di Tweeddale |                                           | 9. Dorothy Hayhurst                         |                                                |  |  |       |  |  |             |  |  |                 |  |
|                                           |                                           | 10. James Maitland, VII conte di Lauderdale | 20. Charles Maitland, VI conte di Lauderdale   |  |  |       |  |  |             |  |  |                 |  |
|                                           |                                           | 10. James Maitland, VII conte di Lauderdale | 20. Charles Maitland, VI conte di Lauderdale   |  |  |       |  |  |             |  |  |                 |  |
|                                           |                                           | 10. James Maitland, VII conte di Lauderdale | 21. Elizabeth Ogilvy                           |  |  |       |  |  |             |  |  |                 |  |
| 5. Hannah Charlotte Maitland              |                                           | 10. James Maitland, VII conte di Lauderdale |                                                |  |  |       |  |  |             |  |  |                 |  |
|                                           |                                           | 11. Mary Lombe                              | 22. Thomas Lombe                               |  |  |       |  |  |             |  |  |                 |  |
|                                           |                                           | 11. Mary Lombe                              | 22. Thomas Lombe                               |  |  |       |  |  |             |  |  |                 |  |
|                                           |                                           | 11. Mary Lombe                              | 23. Elizabeth Turner                           |  |  |       |  |  |             |  |  |                 |  |
| 1. Elizabeth Hay                          |                                           | 11. Mary Lombe                              |                                                |  |  |       |  |  |             |  |  |                 |  |
|                                           | 12. George Montagu, IV duca di Manchester | 24. Robert Montagu, III duca di Manchester  |                                                |  |  |       |  |  |             |  |  |                 |  |
|                                           | 12. George Montagu, IV duca di Manchester | 24. Robert Montagu, III duca di Manchester  |                                                |  |  |       |  |  |             |  |  |                 |  |
|                                           | 12. George Montagu, IV duca di Manchester | 25. Harriet Dunch                           |                                                |  |  |       |  |  |             |  |  |                 |  |
| 6. William Montagu, V duca di Manchester  | 12. George Montagu, IV duca di Manchester |                                             |                                                |  |  |       |  |  |             |  |  |                 |  |
|                                           |                                           | 13. Elizabeth Dashwood                      | 26. James Dashwood, II baronetto               |  |  |       |  |  |             |  |  |                 |  |
|                                           |                                           | 13. Elizabeth Dashwood                      | 26. James Dashwood, II baronetto               |  |  |       |  |  |             |  |  |                 |  |
|                                           |                                           | 13. Elizabeth Dashwood                      | 27. Elizabeth Spencer                          |  |  |       |  |  |             |  |  |                 |  |
| 3. Susan Montagu                          |                                           | 13. Elizabeth Dashwood                      |                                                |  |  |       |  |  |             |  |  |                 |  |
|                                           |                                           | 14. Alexander Gordon, IV duca di Gordon     | 28. Cosmo Gordon, III duca di Gordon           |  |  |       |  |  |             |  |  |                 |  |
|                                           |                                           | 14. Alexander Gordon, IV duca di Gordon     | 28. Cosmo Gordon, III duca di Gordon           |  |  |       |  |  |             |  |  |                 |  |
|                                           |                                           | 14. Alexander Gordon, IV duca di Gordon     | 29. Catherine Gordon                           |  |  |       |  |  |             |  |  |                 |  |
| 7. Susan Gordon                           |                                           | 14. Alexander Gordon, IV duca di Gordon     |                                                |  |  |       |  |  |             |  |  |                 |  |
|                                           |                                           | 15. Jane Maxwell                            | 30. William Maxwell, III baronetto di Monreith |  |  |       |  |  |             |  |  |                 |  |
|                                           |                                           | 15. Jane Maxwell                            | 30. William Maxwell, III baronetto di Monreith |  |  |       |  |  |             |  |  |                 |  |
|                                           |                                           | 15. Jane Maxwell                            | 31. Magdalena Blair                            |  |  |       |  |  |             |  |  |                 |  |
|                                           |                                           | 15. Jane Maxwell                            |                                                |  |  |       |  |  |             |  |  |                 |  |